# Trégunc
Trégunc (bretonska: Tregon) är en kommun i departementet Finistère i regionen Bretagne i västra Frankrike. Kommunen ligger i kantonen Concarneau som tillhör arrondissementet Quimper. År 2022 hade Trégunc 7 094 invånare.

## Befolkningsutveckling
Antalet invånare i kommunen Trégunc
Referens:INSEE